# Orquesta Sinfónica del Sodre
La Orquesta Sinfónica del Sodre (OSSODRE) es la principal orquesta sinfónica de Uruguay y una de las principales de Latinoamérica. Fundada el 20 de junio de 1931, la Orquesta Sinfónica del Sodre es uno de los emblemas de la cultura uruguaya, decana entre las orquestas estatales del continente.

## Historia
La Orquesta Sinfónica del Sodre es la más longeva del continente. Tiene su origen en 1931 en el cual realizó su primer concierto oficial el día 20 de junio siendo transmitida por la emisora radial del SODRE, la entonces 650 AM y el programa fue el siguiente: Concierto en Fa Mayor de Bach, la marcha Turandot de Ferruccio Busoni, la Obertura La Isla de los Ceibos de Eduardo Fabini, el poema sinfónico Los preludios de Franz Liszt y la Sinfonía Heroica de Beethoven. Los cargos fueron ocupados por un concurso de oposición y mérito.
Residente en el Auditorio Nacional del Sodre, desarrolla desde allí su vocación de orquesta sinfónica nacional con proyección universal. La OSSODRE brinda espectáculos con entradas populares y también con entrada libre.
Además de reunir a los mejores músicos del país, enormes figuras del mundo de la música -directores y solistas- transitaron por ella a lo largo de su historia. La lista se extiende si consideramos a las figuras del mundo de la lírica y la danza que actuaron en producciones del Servicio Oficial de Difusión, Representaciones y Espectáculos con la Orquesta Sinfónica actuando en el foso.